# 展開図
展開図（てんかいず、英: net, development）とは、立体図形を辺で切り開いて平面に示した図のことである。立体の細部を示して理解を助ける目的、あるいは、紙、布、板金などの平面素材により立体形状のものをつくるために使用される。分野によって後者の展開図は型紙とも呼ばれるものもある。
右図に六角柱の正投影図での図面（図中I、側面図、底面図省略）と展開図（図中II）を示す。

## 各分野の展開図

### 建築分野
各部屋の内部の状況、仕上げ方法、開口、設備器具の位置などが分かるよう、各内壁について示した図面。（室内展開図）

### 板金（機械）分野
板金を用いて立方体を製作する際に使用される図面。曲げの際、曲部において素材の伸び、縮みが起きるため、それを補正した内容となっている。

## 立方体の展開図
立方体の展開図は、次の11通りあることが知られている。
立方体を一般的に見た平行六面体には36種類の展開図があるが、これより立方体はその形状から11種類に集約される。
このような展開図をすべての凸多面体がもつかという問題がシェファード（Geoffrey Colin Shephard）によって1975年に提起されたが、これは半世紀近く未解決のまま残されている。